# Château de Mantelon
Le château de Mantelon est un château situé à Denée, en France.

## Localisation
Le château est situé dans le département français de Maine-et-Loire, sur la commune de Denée.

## Historique
L'édifice est inscrit au titre des monuments historiques en 2003.